# Symbolae Philologorum Posnaniensium Graecae et Latinae
Symbolae Philologorum Posnaniensium Graecae et Latinae – rocznik naukowy o  wydawany w Poznaniu od 1973 roku przez Instytut Filologii Klasycznej UAM.

## Historia
Czasopismo zostało założone przez profesora Jana Wikarjaka w 1973, był on też pierwszym redaktorem. Po nim funkcję objął prof. Andrzej Wójcik. Obecnym redaktorem naczelnym jest prof. Elżbieta Wesołowska.
Czasopismo skupia się na problemach badawczych związanych z literaturą starożytnej Grecji i Rzymu, historią starożytności, recepcją antyku i średniowieczną literaturą łacińsko polską i łacińską, a więc na szeroko pojętej filologii klasycznej.

## Redaktorzy naczelni[1]
- Jan Wikarjak (1973-1977)
- Andrzej Wójcik (ok. 1977-1995)
- Elżbieta Wesołowska (od 1996)